# Stachys annua
La betónica anual  (Stachys annua) es una especie de la familia de las Lamiáceas. Es originaria de Eurasia.

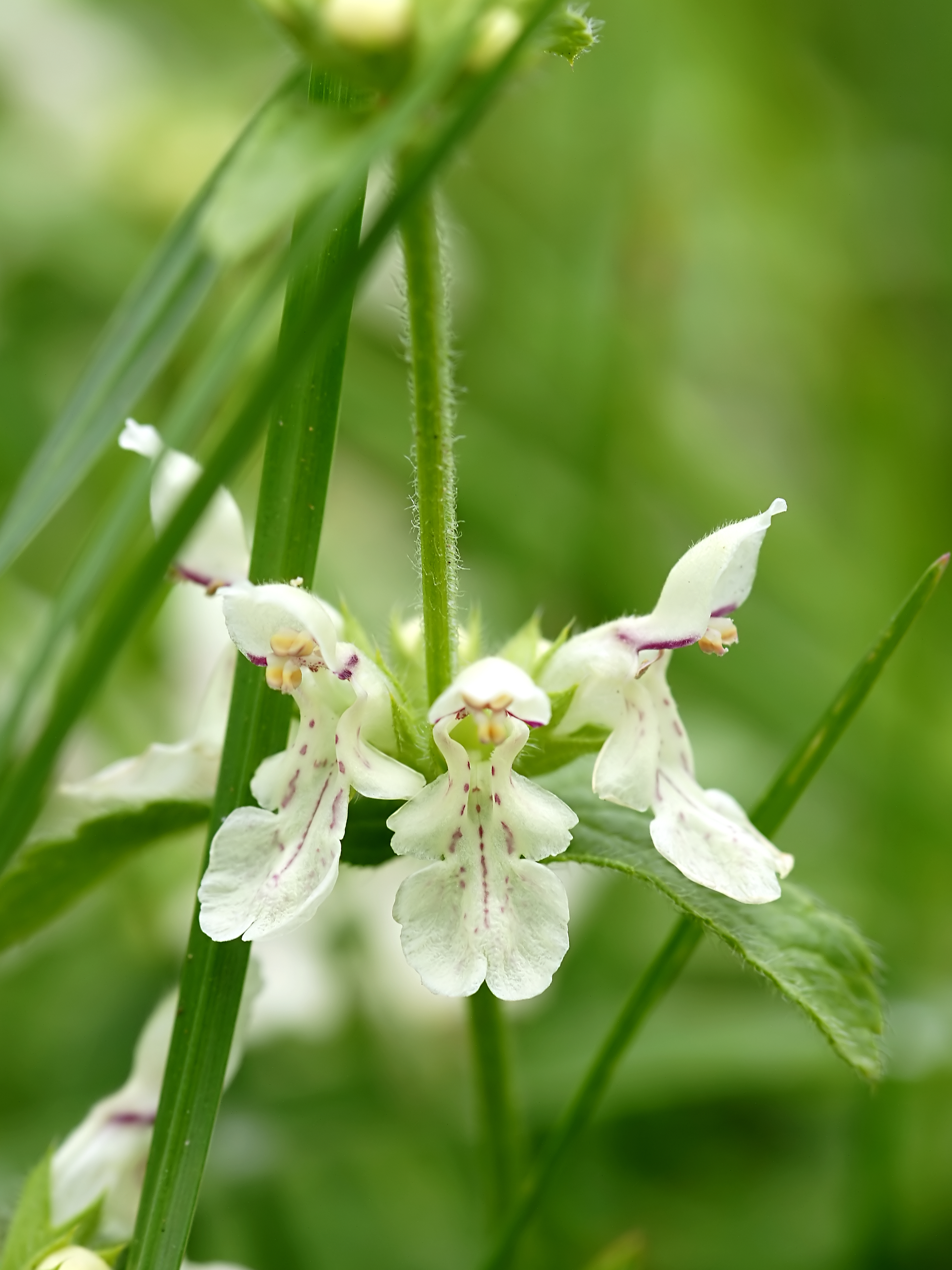
Flor

## Descripción
Como Stachys recta pero flores amarillo pálido o blancas, a veces con manchas rojas, en verticilos, los superiores poblados. Flores en inflorescencias de 2-16 (6-16 en Stachys recta ). Corola de 1-1,6 cm, con tubo más largo que el cáliz; cáliz pelosos-glandular, dientes la mitad de largo que el tubo calicino. Normalmente anual de hasta 40 cm. Hojas lanceoladas puntiagudas de base redondeada o cuneada, dentadas, casi glabras. Florece desde la primavera hasta el otoño.

## Distribución y hábitat
Gran parte de Europa, excepto Gran Bretaña, Finlandia, Portugal, Irlanda e Islandia; introducida en Suecia, Noruega y Dinamarca.

## Propiedades
Es utilizada como planta medicinal como sedante. Usado en los desórdenes de la menstruación. Se utilizan las flores.

## Taxonomía
Stachys annua fue descrita por Carlos Linneo y publicado en Species Plantarum, Editio Secunda 2: 813. 1863.
Etimología
Ver: Stachys
annua: epíteto compuesto del Latín que significa "anual".
Variedades aceptados
- Stachys annua subsp. ammophila (Boiss. & Blanche) Sam., Ark. Bot., II, 5: 376 (1960).
- Stachys annua subsp. cilicica (Boiss.) R.Bhattacharjee, Notes Roy. Bot. Gard. Edinburgh 33: 289 (1974).

Sinonimia
- Betonica annua L., Sp. Pl.: 578 (1753).
- Stachys betonica Crantz, Stirp. Austr. Fasc., ed. 2, 4: 264 (1763), nom. illeg.
- Olisia annua (L.) Fourr., Ann. Soc. Linn. Lyon, n.s., 17: 136 (1869).
- Prasium stachydium E.H.L.Krause in J.Sturm, Deutschl. Fl., ed. 2, 11: 115 (1903), nom. illeg.
- Olisia delphinensis Fourr.
- Stachys adenocalyx K.Koch
- Stachys micrantha K.Koch
- Stachys neglecta Klok. ex Kossko
- Stachys nervosa Gaterau[4][5]

## Nombres comunes
- Castellano: betónica anual, herba vellosa, hierba vellosa.[6]